# Gregor Czisch
Gregor Czisch (* 21. Januar 1964) ist ein deutscher Physiker und Energieforscher mit Schwerpunkt regenerative Energiesysteme. Er arbeitete längere Zeit am Institut für Solare Energieversorgungstechnik, das der Universität Kassel angegliedert war.

## Biografie
Der gelernte Landwirt studierte an der Technischen Universität München Physik mit Schwerpunkt Energieversorgung. Er war seit 1987 an der TU München, im DLR Stuttgart, im Fraunhofer ISE in Freiburg sowie für das Max-Planck-Institut für Plasmaphysik bei Garching mit verschiedensten Themen in diesem Bereich befasst.
In seiner mit Summa cum laude bewerteten Promotionsschrift wies er 2005 die Machbarkeit eines Energiesystems auf der Basis von 100 % regenerativen Energien für den Großraum Europa-Nordafrika-Westasien nach. Die Arbeit war die erste, die in einer detaillierten stündlichen Auswertung nachwies, dass es möglich ist, Europa und Nordafrika ausschließlich mit regenerativ produzierter Elektrizität zu versorgen und dabei die Versorgungssicherheit zu jeder Stunde des Jahres zu gewährleisten. Danach arbeitete Czisch an der Universität Kassel, wo er u. a. als Referent für den Wissenschaftlichen Beirat der Bundesregierung Globale Umweltveränderungen tätig war und als Experte für die Gestaltung der zukünftigen Energieversorgung unter anderem von verschiedenen Ministerien, Parlamenten und Versorgungsunternehmen zur Beratung herangezogen wurde.
Gregor Czisch war maßgeblich an den Berechnungen zum Potential von Fallwindkraftwerken beteiligt.

## Positionen
Gregor Czisch plädiert für einen großräumigen, über Europa hinausgehenden Verbund von regenerativen Kraftwerken, die mittels Hochspannungsgleichstromübertragung in einem transkontinentalen „Supernetz“ verknüpft werden sollten. Die Kraftwerke und Speicher sollten jeweils an den wirtschaftlich vorteilhaftesten Standorten realisiert werden. Unter diesen Prämissen hält er eine Energieversorgung auf der Basis heutiger Marktpreise für möglich. Als Vordenker und im Gegensatz zu vielen gleichgerichteten Initiativen (DESERTEC, Energy Watch Group und Volker Quaschning) betont er aus Kostengründen den Vorrang der Windenergie und aus Gründen der Regelbarkeit und Verfügbarkeit den Beitrag von (norwegischer) Wasserkraft und Biomasse. Er misst der Solarthermie für dieses Konzept keine bedeutende Rolle zu, die Photovoltaik bleibt gänzlich außen vor, dafür setzt er im Vergleich zu Desertec auf einen noch massiveren Ausbau der Stromnetze.

## Werke (Auswahl)
- Szenarien zur zukünftigen Stromversorgung – Kostenoptimierte Variationen zur Versorgung Europas und seiner Nachbarn mit Strom aus erneuerbaren Energien, Dissertation Kassel 2005, online.
- Bernhard Lehner, Gregor Czisch, Sara Vassalo, The impact of global change on the hydropower potential of Europe: a model-based analysis. Energy Policy 33, Ausgabe 7, (2005), 839–855, doi:10.1016/j.enpol.2003.10.018.
- Franz Trieb, Joachim Nitsch, Stefan Kronshage, Christoph Schillings, Lars-Arvid Brischke, Gerhard Knies, Gregor Czisch, Combined solar power and desalination plants for the Mediterranean region — sustainable energy supply using large-scale solar thermal power plants. Desalination 153, (2003), 39–46, doi:10.1016/S0011-9164(02)01091-3.